# Équipe des Philippines de football
Cet article traite de l'équipe masculine. Pour l'équipe féminine, voir Équipe des Philippines féminine de football.
Maillots
Actualités
L'équipe des Philippines de football est l'équipe nationale qui représente les Philippines lors des compétitions internationales masculines de football, sous l'égide de la Fédération des Philippines de football. Elle consiste en une sélection des meilleurs joueurs philippins.

## Histoire
L'équipe nationale de football des Philippines représente les Philippines dans le football international, régie par la Fédération philippine de football et joue au niveau international depuis 1913.
Avant la Seconde Guerre mondiale, les Philippines avaient régulièrement concouru avec le Japon et la République de Chine dans les Jeux du Championnat d'Extrême-Orient. Jusqu'à présent, l'équipe nationale ne s'est jamais qualifiée pour la Coupe du Monde de la FIFA et ne s'est qualifiée qu'une seule fois pour la Coupe d'Asie, en 2019.
Contrairement à la plupart des pays d'Asie du Sud-Est où le football est le sport le plus populaire, les sports les plus populaires aux Philippines sont le basketball et la boxe. Cela éloigne de nombreux talents du football et contribue au manque de succès du football dans le pays. Cependant, depuis la participation à l'AFF Suzuki Cup de 2010, le pays a commencé à développer le football, en trouvant plus d'incitations pour accroître le développement du football et le soutien des fans, ce qui a finalement conduit à la première participation du pays à un tournoi majeur en 2019 avec une qualification pour la Coupe d'Asie.
Les Philippines ont fait leurs débuts historiques dans la Coupe d'Asie des nations 2019 avec une défaite 0-1 contre la Corée du Sud, puis une défaite 0-3 contre la Chine et ont été battues 1-3 par le Kirghizistan, Stephan Schröck ayant marqué un but historique pour les Azkals dans le tournoi.

## Stades
| Stades de l'équipe des Philippines de football | Stades de l'équipe des Philippines de football | Stades de l'équipe des Philippines de football | Stades de l'équipe des Philippines de football |
| Image                                          | Stade                                          | Capacité                                       | Ville                                          |
| ---------------------------------------------- | ---------------------------------------------- | ---------------------------------------------- | ---------------------------------------------- |
|                                                | Philippine Sports Stadium                      | 20 000                                         | Santa Maria, Bulacan                           |
|                                                | Rizal Memorial Stadium                         | 12 873                                         | Manille                                        |
|                                                | Panaad Stadium                                 | 9 825                                          | Bacolod                                        |
|                                                | Cebu City Sports Center                        |                                                | Cebu                                           |
|                                                | Quirino Stadium                                | 5 000                                          | Bantay, Ilocos Sur                             |

## Sélection actuelle
Les joueurs suivants disputeront les Éliminatoires de la Coupe d'Asie des nations de football 2023 en juin 2022.
Gardiens
- Neil Etheridge
- Anthony Pinthus
- Kevin Ray Mendoza

Défenseurs
- Amani Aguinaldo
- Jefferson Tabinas
- Daisuke Sato
- Miguel Mendoza
- Simone Rota
- Mar Diano

Milieux
- Oliver Bias
- Sandro Reyes
- Mike Ott
- Manny Ott
- Gerrit Holtmann
- Dennis Villanueva
- Oskari Kekkonen
- OJ Porteria
- Jesse Curran
- Dylan de Bruycker
- Kenshiro Daniels

Attaquants
- Jesus Melliza
- Bienvenido Marañón
- Patrick Reichelt
- Mark Hartmann

## Classement FIFA
| Année              | 1993 | 1994 | 1995 | 1996 | 1997 | 1998 | 1999 | 2000 | 2001 | 2002 | 2003 | 2004 | 2005 | 2006 | 2007 | 2008 | 2009 | 2010 | 2011 | 2012 | 2013 | 2014 | 2015 | 2016 | 2017 | 2018 | 2019 | 2020 | 2021 | 2022 | 2023 | 2024 |
| ------------------ | ---- | ---- | ---- | ---- | ---- | ---- | ---- | ---- | ---- | ---- | ---- | ---- | ---- | ---- | ---- | ---- | ---- | ---- | ---- | ---- | ---- | ---- | ---- | ---- | ---- | ---- | ---- | ---- | ---- | ---- | ---- | ---- |
| Classement mondial | 163  | 171  | 166  | 166  | 175  | 175  | 181  | 179  | 175  | 181  | 189  | 188  | 191  | 171  | 179  | 160  | 167  | 149  | 159  | 147  | 127  | 130  | 139  | 120  | 124  | 116  | 124  | 124  | 128  | 134  | 140  | 150  |

## Résultats

### Parcours en Coupe du monde
L'équipe des Philippines n'a jamais participé à une phase finale de Coupe du monde. Elle est inscrite pour la première fois aux qualifications pour la Coupe du monde 1998 en France.
| Année | Position      |      | Année             | Position |                   | Année | Position |
| 1930  | Non inscrites | 1974 | Forfait           | 2010     | Tour préliminaire |       |          |
| 1934  | Non inscrites | 1978 | Non inscrites     | 2014     | Tour préliminaire |       |          |
| 1938  | Non inscrites | 1982 | Non inscrites     | 2018     | Tour préliminaire |       |          |
| 1950  | Forfait       | 1986 | Non inscrites     | 2022     | Tour préliminaire |       |          |
| 1954  | Non inscrites | 1990 | Non inscrites     | 2026     | Tour préliminaire |       |          |
| 1958  | Non inscrites | 1994 | Non inscrites     | 2030     | À venir           |       |          |
| 1962  | Non inscrites | 1998 | Tour préliminaire | 2034     | À venir           |       |          |
| 1966  | Suspendues    | 2002 | Tour préliminaire |          |                   |       |          |
| 1970  | Non inscrites | 2006 | Non inscrites     |          |                   |       |          |

### Parcours en Coupe d'Asie
| Année | Position          |      | Année             | Position |                        | Année | Position |
| 1956  | Tour préliminaire | 1984 | Tour préliminaire | 2011     | Tour préliminaire      |       |          |
| 1960  | Tour préliminaire | 1988 | Non inscrites     | 2015     | Tour préliminaire      |       |          |
| 1964  | Non inscrites     | 1992 | Non inscrites     | 2019     | 1er tour               |       |          |
| 1968  | Tour préliminaire | 1996 | Tour préliminaire | 2023     | Tour préliminaire      |       |          |
| 1972  | Non inscrites     | 2000 | Tour préliminaire | 2027     | Éliminatoires en cours |       |          |
| 1976  | Non inscrites     | 2004 | Non inscrites     |          |                        |       |          |
| 1980  | Tour préliminaire | 2007 | Non inscrites     |          |                        |       |          |

### Parcours en Tiger Cup
| Année | Position |      | Année             | Position |                | Année | Position |
| 1996  | 1er tour | 2007 | 1er tour          | 2016     | 1er tour       |       |          |
| 1998  | 1er tour | 2008 | Tour préliminaire | 2018     | Demi-finaliste |       |          |
| 2000  | 1er tour | 2010 | Demi-finaliste    | 2021     | 1er tour       |       |          |
| 2002  | 1er tour | 2012 | Demi-finaliste    | 2022     | 1er tour       |       |          |
| 2004  | 1er tour | 2014 | Demi-finaliste    | 2024     | Demi-finaliste |       |          |

### Parcours en AFC Challenge Cup
| Année | Position          |      | Année     | Position |
| 2006  | 1er tour          | 2012 | 3e        |          |
| 2008  | Tour préliminaire | 2014 | Finaliste |          |
| 2010  | Tour préliminaire |      |           |          |

## Liste des sélectionneurs
- Alan Rogers
- Danny McLennan (1963)
- Carlos Cavagnaro (1989)
- Eckhard Krautzun (1991-1992)
- Noel Casilao (1993–1996)
- Juan Cutillas (1996–2000)
- Rodolfo Alicante (2000)
- Masataka Imai (2001)
- Sugao Kambe (2002–2003)
- Jose Ariston Caslib (2004–2007)
- Norman Fegidero Jr. (2008)
- Juan Cutillas (2008–2009)
- Jose Ariston Caslib (2009)
- Des Bulpin (2009–2010)
- Simon McMenemy (2010)
- Michael Weiß (2011–2014)
- Thomas Dooley (fév. 2014-mars 2018)
- Terry Butcher (juin 2018-oct. 2018)
- Sven-Göran Eriksson (oct. 2018-jan. 2019)
- Scott Cooper (intérim, jan. 2019-mai 2022)[7],[8]
- Stewart Hall (intérim, 2021-2022)[9]
- Thomas Dooley (mai 2022-décembre 2022)[10]
- Josep Ferré (décembre 2022-2023)[11]
- Barae Jrondi (2023)
- Michael Weiß (2023-2024)
- Tom Saintfiet (2024)
- Norman Fegidero (intérim, 2024)
- Albert Capellas (2024-2025)
- Carles Cuadrat (2025-)